# Концерт для скрипки с оркестром № 2 (Барток)
Концерт для скрипки с оркестром № 2 си минор, Sz. 112, BB 117 ― произведение Белы Бартока, начатое им 10 августа 1937 года и завершённое 31 декабря следующего года. При жизни композитора концерт не имел номера (концерт для скрипки с оркестром № 1 был опубликован только в 1956 году, после смерти Бартока).

## История
Барток написал произведение в трудный период своей жизни, когда он был полон серьёзных опасений по поводу растущей силы фашизма и нацизма. Композитор придерживался твёрдых антифашистских взглядов и поэтому стал объектом различных нападок в довоенной Венгрии.
Первоначально Барток планировал создать набор вариаций из одной части, но скрипач Золтан Секей заказал ему стандартный трёхчастный концерт. В конце концов композитор и исполнитель достигли компромисса: произведение состоит из трёх частей, из которых вторая и третья части написаны в форме вариаций.
Хотя в пьесе не используется техника додекафонии, она содержит двенадцатитоновые серии, например:
Первое исполнение произведения состоялось 23 марта 1939 года в Консертгебау (Амстердам) под управлением Виллема Менгельберга. Американская премьера концерта состоялась в Кливленде (штат Огайо) в 1943 году (дирижёр ― Артур Родзинский, солист ― Тосси Спиваковский). Спустя несколько месяцев Спиваковский исполнил данное сочинение в Нью-Йорке и Сан-Франциско. В Венгрии концерт впервые услышали 5 января 1944 года в исполнении Петера Сервански и будапештского Столичного оркестра под управлением Яноша Ференчика.
Произведение получило хорошие отзывы критиков. Так, музыкант Юджин Орманди в письме к композитору заявил, что «после Бетховена, Мендельсона и Брамса не было написано лучшего скрипичного концерта».

## Структура
Концерт, исполнение которого длится около 35 минут, состоит из трёх частей:
- Allegro non troppo. Написана в сонатной форме и завершается виртуозной каденцией.

- Andante tranquillo. Представляет собой тему с вариациями.

- Allegro molto. Как и предыдущая часть, она состоит из набора вариаций, основанного на теме из начала произведения (это придаёт композиции определённую целостность)[7].

Барток сочинил две концовки пьесы, отличающиеся по характеру.
Произведение написано для 2 флейт (+ пикколо), 2 гобоев (+ английский рожок), 2 кларнетов (+ бас-кларнет), 2 фаготов (+ контрафагот), 4 валторн, 2 труб, 3 тромбонов, литавр, барабана, большого барабана, тарелок, треугольника, тамтама, челесты, арфы и струнных.
При создании концерта Барток использовал народные мотивы, в их числе ― венгерская песня «Két sál pünkösdrózsa…»: